# Будинок письменників у Кракові
Будинок письменників — кам'яниця, розташована в Кракові на вулиці Крупничій, 22. У 1945—1995 роках тут розміщувався Будинок письменників Спілки польських письменників.

## Історія
Триповерхова кам'яниця збудована у 1911 році за проектом Генрика Ламенсдорфа. До війни він належав Адольфу Лебескінду, адвокату з Кракова, та його дружині Ґелені, уродженій Ґохстім. Це була кам’яниця з орендними квартирами, на першому поверсі були магазини та кафе. Під час Другої світової війни він функціонував як готель для чиновників Третього Рейху, а незабаром після звільнення в 1945 році служив квартирою для офіцерів Червоної армії. У січні 1945 року до Кракова з Любліна прибув капітан Адам Важик із завданням організувати краківський відділ Спілки польських письменників. Письменник Тадеуш Квятковський запропонував кам’яницю на вул. Крупничій, 22, яку він знав ще до війни. 14 лютого 1945 року дорученням Тимчасового уряду Краківського воєводства будинок був приписаний Союзу.
Приміщення на першому поверсі служило їдальнею та місцем зустрічей. На першому поверсі були кабінети, кабінет президента, бібліотека та гостьова кімната. У трьох флігелях містилися житлові приміщення для письменників та їхніх родин. Тут у різний час проживало кілька десятків письменників із родинами, загалом через будівлю пройшло понад 100 осіб. Будинок назвав Галчинський «Домом сорока бардів».
У 2017 році у видавництві "Księgarnia Akademicka" вийшла книга Анни Гроховської «Всі дороги ведуть до Крупничої», присвячена історії будівлі. У 2016 році кам'яниця мала 23 співвласники, які не змогли дійти згоди щодо подальшої долі будівлі.
Кароліна Суровка — «пані Лола» була багаторічним гардеробником.